# Coleophora inconstans
Coleophora inconstans é uma espécie de mariposa do gênero Coleophora pertencente à família Coleophoridae.